# Hilarappendix

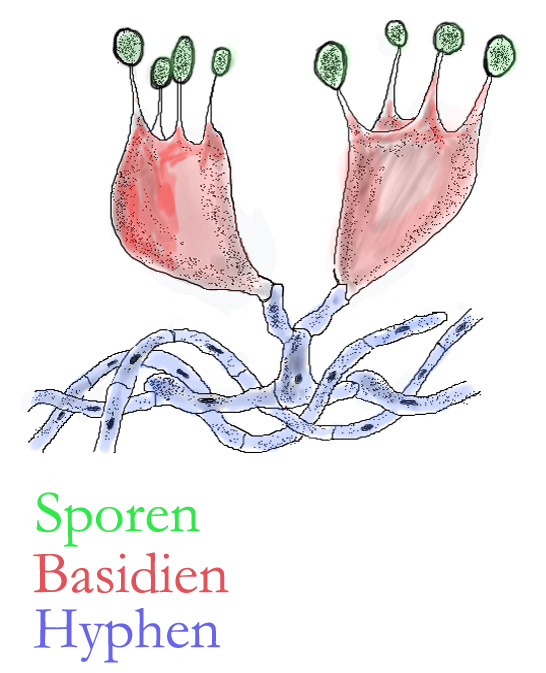
Zwei Basidien mit je vier Basidiosporen.

Als Hilarappendix (Plural Hilarappendices oder Hilarappendizes) wird der untere (basale) Teil der Basidiospore bezeichnet, mit dem sie am Sterigma aufsitzt. Eine andere Bezeichnung dafür ist das lateinische Wort Apiculus, das vor allem in der deutschsprachigen Pilzliteratur verwendet wird.
Die Ständerpilze (Basidiomyceten) bilden in ihren Lamellen knollige Zellen, die sogenannten Basidien, an diesen Zellen entstehen durch Abschnürung meist vier Basidiosporen. Diese sind über einen oft sehr dünnen Stiel, das Sterigma, mit der Basidie verbunden. Wenn die Sporen reif sind, werden sie aktiv abgeschleudert oder brechen von diesem „Stiel“ ab und fallen zu Boden. Werden sie vom Wind erfasst, können sie auch über weite Strecken verbreitet werden. An der Ansatzstelle, an der die Spore mit dem Sterigma verbunden war, verbleibt ein kleiner, meist kegelförmiger Ansatz, der Hilarappendix (Sporenanhängsel). An ihm kann man auch bei einer einzelnen Spore unter dem Mikroskop erkennen, dass sie von einem Basidiomyceten stammt.

Basidiospore mit Hilarappendix, schematisch.

Die mikroskopische Untersuchung des Hilarappendix liefert oft wichtige Hinweise bei der Bestimmung eines Pilzes, da seine Form, Größe oder Beschaffenheit häufig art- oder gattungstypisch ist.

## Quelle
- Heinrich Dörfelt (Hrsg.): Lexikon der Mykologie. Gustav Fischer Verlag, Stuttgart, New York 1989, ISBN 3-437-20413-0.